# Helga Arendt
Helga Arendt, nemška atletinja, * 24. april 1964, Köln, Zahodna Nemčija, † 11. marec 2013, Pulheim, Nemčija.
Nastopila je na poletnih olimpijskih igrah leta 1988 ter osvojila četrto mesto v štafeti 4x400 m in sedmo v teku na 400 m. Na svetovnih dvoranskih prvenstvih je osvojila naslov prvakinje v teku na 400 m leta 1989, na evropskih dvoranskih prvenstvih pa srebrno medaljo v isti disciplini leta 1988.